# Fuentecantos
Fuentecantos – gmina w Hiszpanii, w prowincji Soria, w Kastylii i León, o powierzchni 16,36 km². W 2011 roku gmina liczyła 61 mieszkańców.